# Anton Abraham von Steinkeller
Anton Abraham von Steinkeller (* 1714 in Krügersdorf; † 2. Juni 1781 in Berlin) war ein preußischer Generalmajor, Kommandant von Berlin und Ritter des Pour le Mérite sowie Amtshauptmann von Schlanstedt und Oschersleben.

## Leben

### Herkunft
Anton Abraham war der Sohn des Erbherrn von Krügersdorf und Görsdorf, Christian Ernst von Steinkeller († 18. Dezember 1736) und Anna Magarethe, geborene von Ruits († 2. Dezember 1752). Seine Mutter war die Schwester des Generals Erdmann Ernst von Rüitz.

### Militärkarriere
Steinkeller war ab 1738 Fähnrich im Leibregiment zu Fuß von König Friedrich Wilhelm I. Nach der Armeereform von 1740 blieb er bei dem Regiment, kam dann aber in das Gardegrenadierbataillon „Rohdig“ Nr. 6. Er kämpfte 1745 als Leutnant in der Schlacht bei Soor, wo er auch verwundet wurde. Nach dem Krieg erhielt Steinkeller 1750 eine eigene Kompanie. Im Siebenjährigen Krieg wurde er im Jahre 1757 Major, 1760 Oberstleutnant und im Jahr darauf Oberst. Am 25. November 1763 erhielt er die Amtshauptmannschaft von Schlanstedt und Oschersleben. Im Dezember 1764 wurde er zum Chef des Infanterie-Regiments „Linden“ Nr. 26 ernannt. Am 26. Mai 1766 folgte seine Beförderung zum Generalmajor. 1771 war Steinkeller Inspekteur der Märkischen Infanterie.
Im Dezember 1774 wurde er zum Kommandanten von Berlin. Als der Bayrische Erbfolgekrieg begann, war er körperlich nicht mehr in der Lage der Armee zu folgen. Daher wurde Steinkeller vom König entlassen, durfte aber die Stelle als Kommandant von Berlin behalten. Er starb am 2. Juni 1781 in Berlin unverheiratet und wurde am 3. Juni 1781 in der Garnisonkirche beigesetzt.
Den Orden Pour le Mérite erhielt er in der Schlacht bei Torgau.